# Stora Skogören
Stora Skogören är en ö i Finland. Den ligger i Skärgårdshavet och i kommunen Kimitoön i den ekonomiska regionen  Åboland i landskapet Egentliga Finland, i den sydvästra delen av landet. Ön ligger omkring 61 kilometer söder om Åbo och omkring 160 kilometer väster om Helsingfors.
Öns area är 3,6 hektar och dess största längd är 410 meter i öst-västlig riktning. Ön höjer sig omkring 5 meter över havsytan.